# Koppelstein-Helmestal
Das Naturschutzgebiet Koppelstein-Helmestal liegt auf dem Gebiet der Stadt Lahnstein im Rhein-Lahn-Kreis in Rheinland-Pfalz. Das Gebiet erstreckt sich südöstlich von Oberlahnstein an der am westlichen Rand des Gebietes verlaufenden B 42. Südwestlich des Gebietes verläuft die Landesstraße L 335 und fließt der Rhein, am östlichen Rand fließt der Schlierbach, ein rechter Zufluss des Rheins.

## Bedeutung
Das rund 87 ha große Gebiet wurde im Jahr 1980 unter der Kennung 7141-018 unter Naturschutz gestellt. Es umfasst Schieferfelsen, Trocken- und Halbtrockenrasen, Brachflächen, extensiv genutztes Grünland, Feuchtbereiche und trocken-warme Waldgesellschaften. Schutzzweck ist die Erhaltung und Entwicklung dieses Gebietes.